# Base aérea de Jever

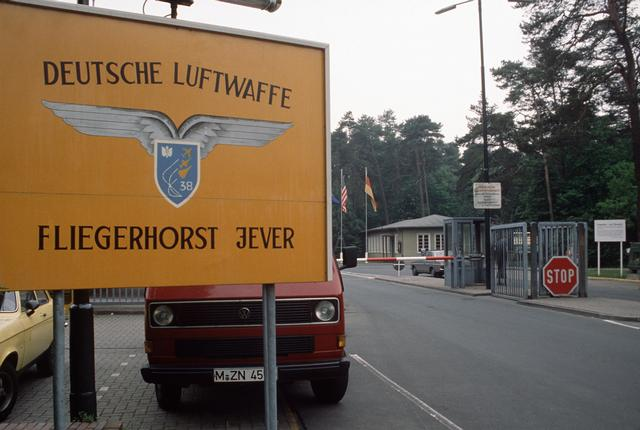
Entrada da Base aérea de Jever

A Base aérea de Jever é uma base aérea da Força Aérea Alemã, localizada no noroeste na Alemanha.
A base foi criada em 1936 para a Luftwaffe. Foi capturada durante a Segunda Guerra Mundial pelo Exército Britânico em Abril de 1945 e ficou sob a alçada da Real Força Aérea. Depois da guerra, foi re-designada Advanced Landing Ground B-117 Jever e, posteriormente, RAF Jever.
Em 1961 foi entregue à Força Aérea Alemã e passou a ser também uma base NATO. Desde 2013 que se encontra encerrada.